# Ричард д’Авранш, 2-й граф Честер
Ричард д’Авранш (старофр. Richard d’Avranches; ок. 1093 — 25 ноября 1120) — 2-й граф Честер и виконт д’Авранш с 1101 года, англо-нормандский аристократ, один из крупнейших магнатов Англии в начале XII века, сын Гуго д’Авранша, 1-го графа Честера, и Ирментруды де Клермон.
Ричард унаследовал отцовские владения в семилетнем возрасте. В 1114 году он принимал участие в экспедиции короля Генриха I в Северный Уэльс, в 1115 году породнился с королевской семьёй, женившись на племяннице Генриха I. Погиб вместе с женой при крушении «Белого корабля», не оставив детей, после чего владения и титулы перешли к его двоюродному брату Ранульфу ле Мешену.

## Происхождение
Ричард происходил из нормандского рода, который был основан неким Ансфридом, имевшим, по утверждению Гильома Жюмьежского, датские корни. Отцом его был Гуго д’Авранш, соратник Вильгельма Завоевателя, получивший после Нормандского завоевания обширные владения в Англии, а также титул графа Честера. Благодаря активному строительству крепостей, раздаче ленов нормандским рыцарям и использованию денежных средств и людских ресурсов своих среднеанглийских владений, Гуго превратил Чешир в хорошо укреплённую приграничную марку, охранявшую подступы из северного Уэльса на территорию Англии. В целом его владения располагались на территории 20 графств. Согласно «Книге Страшного суда», Гуго был одним из 11 богатейших магнатов Англии, которым досталась половина из переданных Вильгельмом своим соратникам земель, то есть почти четверть Англии. Также Гуго был виконтом Авранша, владея землями, которые располагались в Авраншене в западной части Нормандского герцогства на полуострове Котантен. Известно, что дед Ричарда, Ричард ле Гоз, владел большим имением в Авранше, а также, по некоторым сведениям, ему принадлежало Крюлли. Авранш считался одним из крупнейших виконтств в Нормандии. Располагаясь между Бретанью и побережьем, наряду с Контантеном и Бессеном Авранш имел важное стратегическое значение. Существовала гипотеза, что матерью Гуго д’Авранша была единоутробная сестра Вильгельма Завоевателя, дочь Герлевы и Эрлуина Контвильского, однако в настоящее время предполагается, что указание на родство Гуго с Вильгельмом Завоевателем было добавлено, чтобы увеличить его статус и улучшить репутацию. По другой версии, матерью могла быть дочь Роберта де Грантмесниля.
Матерью Ричарда была Ирментруда де Клермон (ум. после 13 мая 1106), дочь Гуго, графа де Клермон-ан-Бовези (в Пикардии). Возможно, этот брак родителей Ричарда был связан со стремлением расширить влияние Нормандии за пределы восточной границы.
Кроме законнорожденного сына у Гуго было несколько незаконнорожденных детей от разных любовниц. Один из них, Оттивел Фиц-Эрл (ум. 25 ноября 1120), был одним из воспитателей детей английского короля Генриха I.

## Биография
Ричард родился около 1093 года. К моменту смерти своего отца в 1101 году Ричарду было всего семь лет. Он унаследовал обширные владения в Средней Англии, власть над Чеширской маркой, охранявшей подступы в Северный Уэльс, а также титул графа Честера. Кроме того, Ричард получил владения юго-западной Нормандии с титулом виконта Авранша. Хотя Гуго д’Авранш ранее контролировал также бо́льшую часть Гвинеда, массовое восстание валлийцев в 1094 году и последовавший за ним разгром англонормандской армии в проливе Менай в 1098 году ликвидировал английскую власть в Гвинеде и отбросил нормандских баронов за Конуи.
Поскольку Ричард был ещё мал, то вероятно он находился под опекой матери, о чём говорит её печать на хартии, датированной 13 мая 1106 года. Инвеституру графства Честер Ричард получил в 1107 году. Источники описывают его как «красивого, лояльного и любезного» юношу. В 1115 году Ричард женился на Мод де Блуа, дочери графа Блуа Этьена II и Аделы Нормандской, сестры короля Англии Генриха I, породнившись таким образом с королевской семьёй.
За время малолетства Ричарда в 1101—1114 годах значительно усилился король Гвинеда Грифид ап Кинан. Хотя король Англии Генрих I и относился к Гриффиду достаточно доброжелательно, он в 1114 году решил провести против валлийского князя военную кампанию, в которой участвовал и Ричард. Согласившись принести оммаж королю Англии и выплатить достаточно крупную дань, Грифид добился ухода англичан из Северного Уэльса. В течение следующих лет, пользуясь занятостью Генриха I на континенте, Грифид консолидировал свою власть в Гвинеде и оттеснил нормандских баронов за Клуйд.
В 1119 году Ордерик Виталий упомянул Ричарда, графа Честера, и его родственника Ранульфа из Бриксара (Ранульфа ле Мешена) как выдающимся представителей знати среди тех, кто остался лояльным к королю.

## Гибель

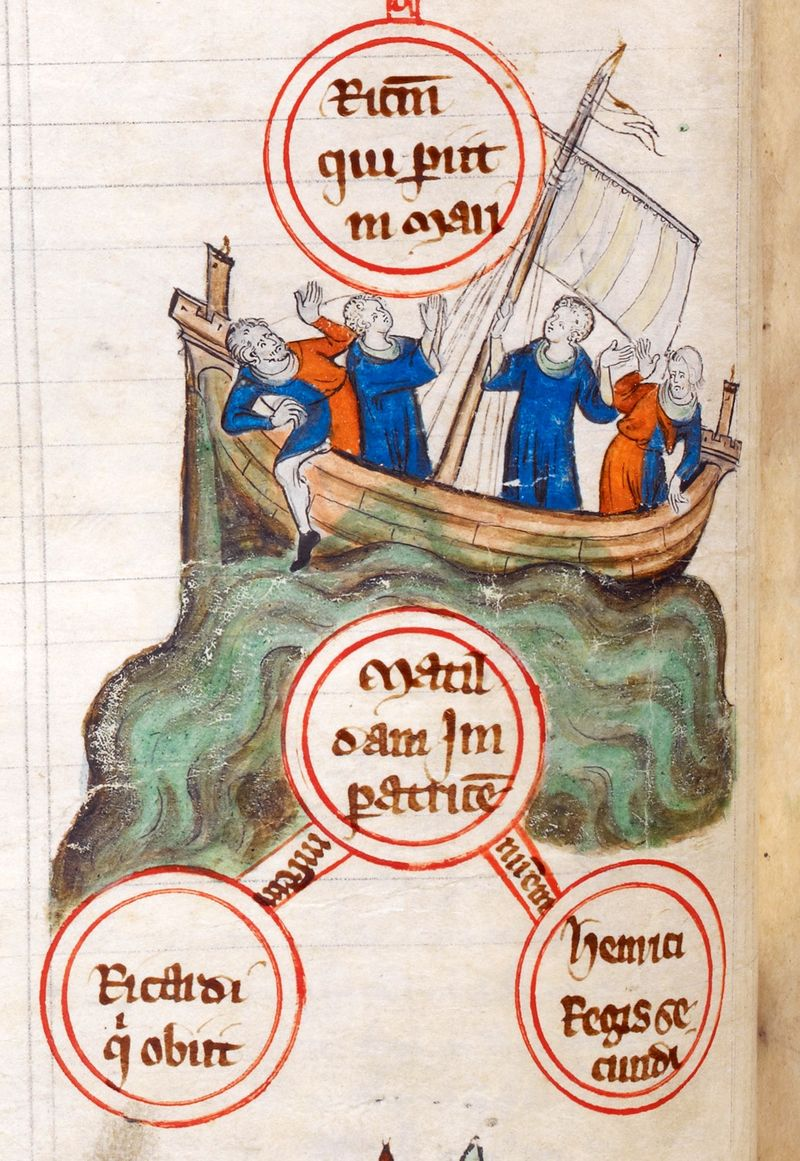
Крушение Белого корабля

В 1120 году Ричард был в Нормандии вместе с Вильгельмом Этелингом, сыном и наследником Генриха I. 21 ноября 1120 года Ричард и Ранульф ле Мешен засвидетельствовали в Барфлёр хартию о дарении аббатству Серизи. Через несколько дней король Генрих I и его приближённые в ноябре 1120 года собрались отправиться в Англию. Для путешествия ему предложили воспользоваться прекрасным и быстроходным судном — «Белым кораблём», однако король уже договорился о путешествии на другом корабле. В результате на «Белом корабле» отправился его наследник, Вильгельм Этелинг, который выплыл из Барфлёра вечером 25 ноября. Наследника сопровождали многие представители знати, включая Ричарда и его жену. Ордерик Виталий сообщает, что команда попросила у Вильгельма вина, которое тот выдал им в большом количестве. К моменту отплытия корабля на его борту находилось больше 300 человек, судя по всему команда, и пассажиры, были пьяны. При этом некоторые из пассажиров, включая будущего короля Англии Стефана де Блуа, больного диареей, ещё до отплытия высадились на берег, решив вернуться в Англию позже.
К моменту отплытия корабля уже спустилась ночь. Обнаружив, что другие корабли давно уже отплыли, Вильгельм приказал капитану корабля обогнать корабль короля, который выплыл ранее. Корабль был достаточно быстрым, однако в темноте он наскочил на затопленную скалу и затонул. Спастись удалось только некоему Берольду, мяснику из Руана, который и рассказал о случившимся, весь остальной экипаж и пассажиры погибли. В числе погибших был Ричард, его жена Мод, его единокровный брат Оттивел, а также Жоффруа Ридель, муж его сестры Гевы. Тела некоторых погибших потом в течение нескольких месяцев находили на берегу. Было найдено и тело Ричарда.
Детей Ричард не оставил. Его титул и владения перешли к его двоюродному брату Ранульфу ле Мешену.

## Семья
Жена: Мод де Блуа (ум. 25 ноября 1120), дочь Этьена II, графа де Блуа, и Аделы Нормандской, дочери Вильгельма Завоевателя. Маго погибла вместе со своим мужем при крушении «Белого корабля». Детей они не имели.